# 양산 불광사 예념미타도량참법
양산 불광사 예념미타도량참법(梁山 佛光寺 禮念彌陀道場懺法)은 대한민국 경상남도 양산시 하북면에 있는 책이다. 2015년 6월 11일 경상남도의 유형문화재 제581호로 지정되었다.

## 지정사유
양산 불광사 예념미타도량참법(禮念彌陀道場懺法)은 아미타불의 원력에 의해 서방 극락정토로 왕생을 염원하는 이들을 위한 입문서로서 염불신앙의 핵심이 요약되어 있다.
이 책은 6권(권5~10) 1책의 목판본(木板本)이다. 권수제(卷首題)는 ‘예념미타도량참법(禮念彌陀道場懺法)’, 표지서명도 ‘예념미타도량참법(禮念彌陀道場懺法)’, ‘판심제(版心題)는 ‘미타참(彌陀懺)’으로 확인된다. 제책(製冊)의 형태는 오침안선장본(五針眼線裝本)으로 되어 있다.
판식(版式)은 사주단변(四周單變)에, 반곽(半郭)의 크기는 세로 17.3cm에 가로 12.5cm이며, 계선이 없고(無界), 10행(行) 18자(字)로 배열되어 있다.
본문에는 약체 구결(口訣)표시가 묵서로 쓰여 있으며, 각장마다 하단에 ‘性海’, ‘乭德’, 등의 시주자가 약 63명이 확인된다.
권5의 권말에 ‘萬曆四年丙子五月日忠淸道公州地鷄龍山甲士寺開刊’라는 간행기록(刊記)이 있어서 ‘1576년에 계룡산 갑사에서 개간’하였음을 알 수 있다.
발문에 ‘萬曆四年蒼龍丙子孟秋丙申壬辰日龍城沙門黙齋謹跋’이라는 간행기록(刊記)이 있어서 ‘1576년에 개판’하였음을 알 수 있다.
본서(本書)는 ‘1576년’이라는 명확한 간행 기록(刊記)과 시주자들을 상세히 알 수 있는 기록들이 남아 있고, 인출(印出) 및 보관상태가 양호한 책이다. 따라서 귀중본(貴重本)의 기준이 되는 임진왜란(1592)의 이전에 간행된 것으로 ‘경상남도 유형문화재’로 지정한다.

## 참고 자료
- 양산 불광사 예념미타도량참법 - 국가유산청 국가유산포털